# Jon Ander Serantes
Jon Ander Serantes Simón (Barakaldo, Biscaia, 24 d'octubre de 1989) és un futbolista professional basc que juga com a porter pel FC Imabari.

## Carrera de club
Serantes es va formar al planter del Barakaldo CF, després d'estades al Santutxu FC i l'Athletic Club. Va debutar com a sènior el 2008, mentre era cedit a la SD Deusto.
Serantes va retornar al Barakaldo el juny de 2009, i va passar les següents dues temporades com a recanvi d'Igor Etxebarrieta. El 19 de gener de 2011, va signar contracte per dos anys amb l'Athletic, que es faria efectiu el juliol, i fou assignat al Bilbao Athletic.
El 24 de juliol de 2013, Serantes va retornar al seu club d'origen, cedit per la temporada 2013-14. Va jugar en tots els partits de la temporada, i fou recuperat per l'Athletic el 26 de maig de 2014.
El 9 de juliol de 2014, Serrantes va signar contracte amb el CD Lugo de la Segona Divisió. L'1 de setembre, de tota manera, fou cedit al CD Leganés també de segona, per un any. Va jugar el seu primer partit com a professional el 23 de novembre, com a titular en una derrota per 0–1 a fora contra el CD Mirandés.
El 2 de juliol de 2015, Serantes va acabar el contracte amb els gallecs, i en va signar un altre per dos anys amb el Leganés un dia després. Va disputar els 42 partits de la seva primera temporada, ajudant el club a guanyar el campionat per primer cop en els seus 87 anys d'història, i quedant segon en el trofeu Ricardo Zamora a més a més.
Serantes va debutar a La Liga el 22 d'agost de 2016, mantenint la porteria a zero en una victòria per 1–0 a fora contra el Celta de Vigo. El 8 de setembre fou nomenat jugador del mes de La Liga. Poc després, però, durant la primera part del partit de lliga contra el RCD Espanyol, va patir una greu lesió de genoll, que el va tenir apartat la resta de la temporada.